# Gran Premi d'Àustria del 1979
Resultats del Gran Premi d'Àustria de Fórmula 1 de la temporada 1979, disputat al circuit de Österreichring el 12 d'agost del 1979.

## Resultats
| Pos | No | Pilot                 | Equip                | Voltes | Temps/ Retirada | Pos. de sortida | Punts |
| --- | -- | --------------------- | -------------------- | ------ | --------------- | --------------- | ----- |
| 1   | 27 | Alan Jones            | Williams - Ford      | 54     | 1h 27' 38. 01   | 2               | 9     |
| 2   | 12 | Gilles Villeneuve     | Ferrari              | 54     | + 36.05 s       | 5               | 6     |
| 3   | 26 | Jacques Laffite       | Ligier - Ford        | 54     | + 46.77 s       | 8               | 4     |
| 4   | 11 | Jody Scheckter        | Ferrari              | 54     | + 47.21 s       | 9               | 3     |
| 5   | 28 | Clay Regazzoni        | Williams - Ford      | 54     | + 48.92 s       | 6               | 2     |
| 6   | 16 | René Arnoux           | Renault              | 53     | + 1 Volta       | 1               | 1     |
| 7   | 3  | Didier Pironi         | Tyrrell - Ford       | 53     | + 1 Volta       | 10              |       |
| 8   | 22 | Derek Daly            | Ensign - Ford        | 53     | + 1 Volta       | 11              |       |
| 9   | 7  | John Watson           | McLaren - Ford       | 53     | + 1 Volta       | 16              |       |
| 10  | 8  | Patrick Tambay        | McLaren - Ford       | 53     | + 1 Volta       | 14              |       |
| Ret | 5  | Niki Lauda            | Brabham - Alfa Romeo | 45     | Motor           | 4               |       |
| Ret | 22 | Patrick Gaillard      | Ensign - Ford        | 42     | Suspensions     | 24              |       |
| Ret | 29 | Riccardo Patrese      | Arrows - Ford        | 34     | Suspensions     | 13              |       |
| Ret | 18 | Elio de Angelis       | Shadow - Ford        | 34     | Motor           | 22              |       |
| Ret | 6  | Nelson Piquet         | Brabham - Alfa Romeo | 32     | Motor           | 7               |       |
| Ret | 9  | Hans Joachim Stuck    | ATS - Ford           | 28     | Motor           | 18              |       |
| Ret | 25 | Jacky Ickx            | Ligier - Ford        | 26     | Motor           | 21              |       |
| Ret | 2  | Carlos Reutemann      | Lotus - Ford         | 22     | Direcció        | 17              |       |
| Ret | 15 | Jean Pierre Jabouille | Renault              | 16     | Caixa canvi     | 3               |       |
| Ret | 20 | Keke Rosberg          | Wolf - Ford          | 15     | Part elèctrica  | 19              |       |
| Ret | 14 | Emerson Fittipaldi    | Fittipaldi - Ford    | 15     | Frens           | 12              |       |
| Ret | 17 | Jan Lammers           | Shadow - Ford        | 3      | Accident        | 23              |       |
| Ret | 30 | Jochen Mass           | Arrows - Ford        | 1      | Motor           | 20              |       |
| Ret | 1  | Mario Andretti        | Lotus - Ford         | 0      | Embragatge      | 15              |       |
| NVQ | 31 | Hector Rebaque        | Lotus - Ford         |        |                 |                 |       |
| NVQ | 24 | Arturo Merzario       | Merzario - Ford      |        |                 |                 |       |

## Altres
- Pole: René Arnoux 1' 34. 07

- Volta ràpida: René Arnoux 1' 35. 77 (a la volta 40)